# Christiansenpark
Der Christiansenpark ist ein Park in der Stadt Flensburg im Stadtteil Westliche Höhe. Er liegt nahe dem Alten Friedhof, dem Stadtpark sowie dem Museumsberg, zu dessen Komplex er heute gehört. Der Christiansenpark ist der zweitgrößte Park der Stadt, nach dem Volkspark bei Mürwik.

## Geschichte
1797 legte der Kaufmann Peter Clausen Stuhr westlich des Areals des damals noch nicht existierenden Alten Friedhofs einen großen Garten an. Von diesem Gelände war Stuhrs Garten durch eine Allee getrennt, welche ungefähr seit 1803 den Namen Stuhrsallee trug. Irgendwann in dieser Zeit wurde zudem östlich vom Areal des späteren Friedhofs (dort wo sich heute der Museumsberg befindet) von Andreas Christiansen senior ein weiterer Garten angelegt, der heute Park Museumsberg genannt wird. 1813 wurde der Friedhof eingeweiht. Andreas Christiansen junior legte im Jahre 1820 den Christiansen-Garten mit Stuhrs Garten zu einem großen Park zusammen. Auf diese Weise war der Christiansenpark entstanden. Der Friedhof war in diesem Park integriert. In der Zeit dehnte sich der Park auf einer Fläche von rund 250.000 m² aus. Direkt unterhalb des Parks lag das Palais der Christiansens, das auf dem Grundstück Holm Nr. 12 ebenfalls von Andreas Christiansen senior errichtet worden war und offenbar mit dem obigen Park verbunden war. Nach dem wirtschaftlichen Niedergang des Hauses Christiansen in den 1850er Jahren zerfiel der Park in mehrere Teile. Der westliche Teil wurde 1856 vom Gutsbesitzer Fromm, der östliche Teil 1866 vom Zweiten Bürgermeister der Stadt, Wilhelm Funke, übernommen. In der Folgezeit wurden große Teile des Parks überbaut. Im Jahre 1992 wurde der westliche Rest des Christiansenparks, also im Grunde Stuhrs Garten, von der Stadt Flensburg erworben und für die Öffentlichkeit geöffnet. Vom ehemals 25 Hektar großen Park blieben bis heute 4,2 Hektar Parkfläche zurück.

## Ausstattung
Zu den Attraktionen des Parks zählen neben Pflanzungen die Spiegelgrotte, die Mumiengrotte, das Eiszeit-Haus, ein Pavillon sowie drei Teiche.